# Steinway B-211
B-211 (oder B) ist der Modellname des drittgrößten und meistverkauften Salonflügels von Steinway & Sons. Das Instrument hat ein Gewicht von 354 kg und eine Länge von 211 cm. Die meisten wesentlichen Designelemente des B-211 wurden Ende des 19. Jahrhunderts entwickelt und haben sich seither nur wenig geändert. Der Steinway B wird auch mit dem Selbstspielsystem Spirio ausgestattet.

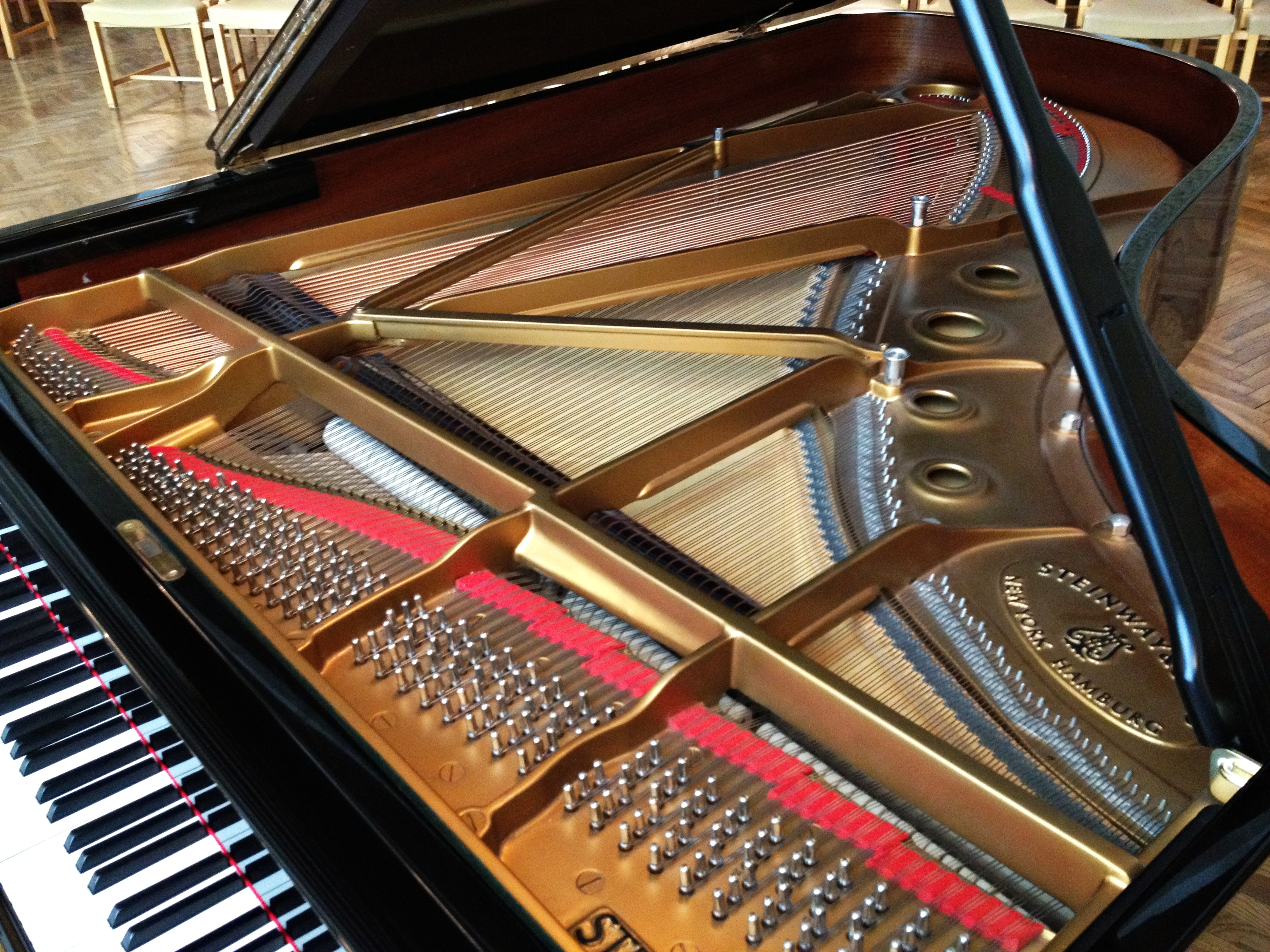
B 211 der Universität Aarhus

## Limited Edition
Auch auf Basis des B-211 werden unter der Bezeichnung „Limited Edition“ extravagant bemalte und ausgestattete Flügel angeboten, beispielsweise ist beim in acht Exemplaren gebauten Elbphilharmonie-Flügel das Notenpult geformt wie der Umriss der Elbphilharmonie. Beschläge, Rahmen und der Schriftzug an der Seite sind silberfarben.

## Verwendung
- The 5 Browns spielten bei ihrem Musikvideo (The Firebird) in der Salzwüste von Bonneville auf fünf Steinway-B-Modellen.[4]
- Im Konservatorium Georg Philipp Telemann in Magdeburg steht im Konzertsaal unter anderem ein B-211-Modell.
- Beim Jugend-musiziert-Bundeswettbewerb wird oft auf B-211 Flügeln für den Auftritt geübt.[5]
- Das Studio des Deutschen Filmorchesters Babelsberg besitzt einen Steinway B-211.[6]

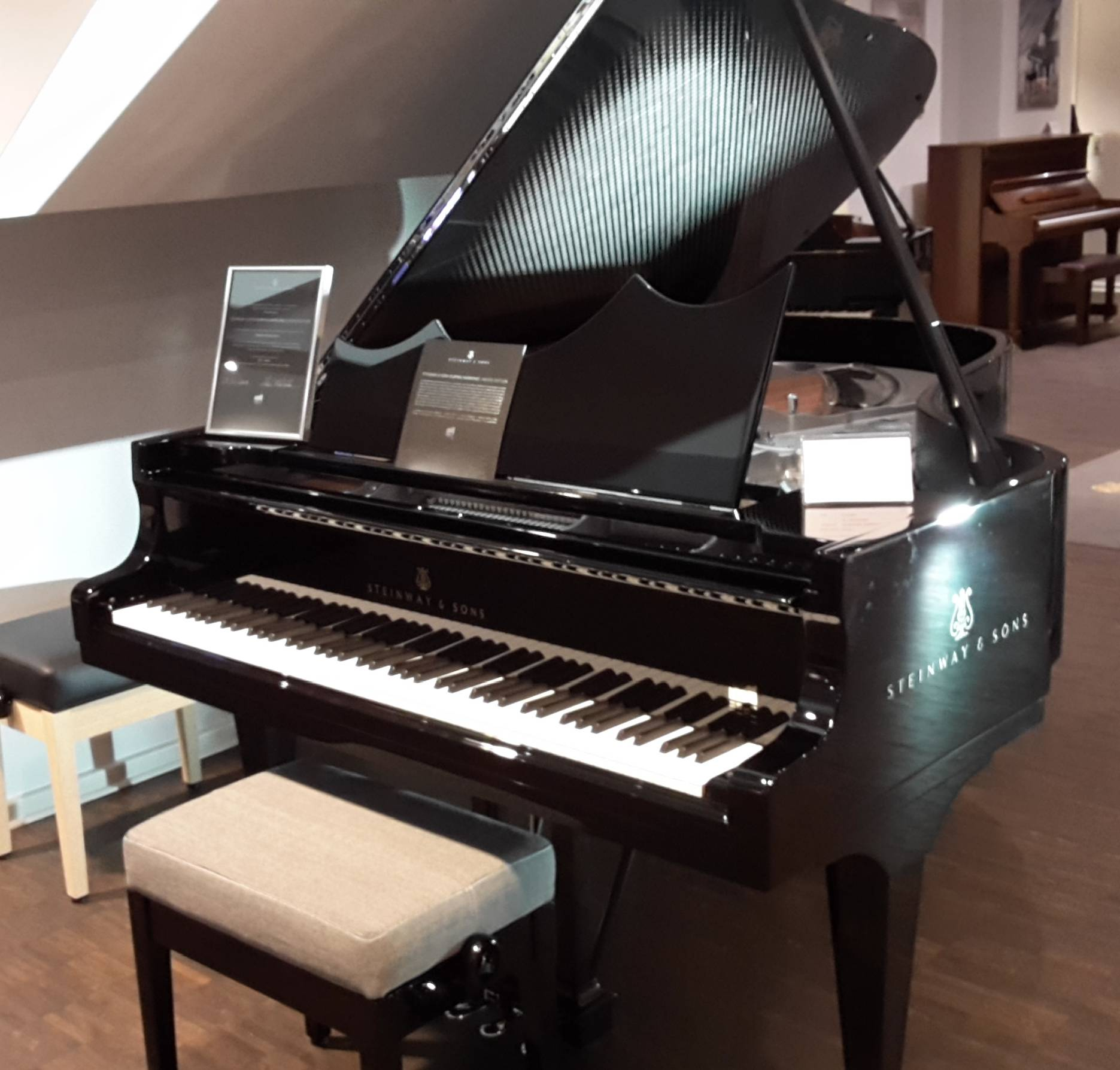
Sondermodell „Elphi“ in den Räumen von Steinway & Sons, Hamburg
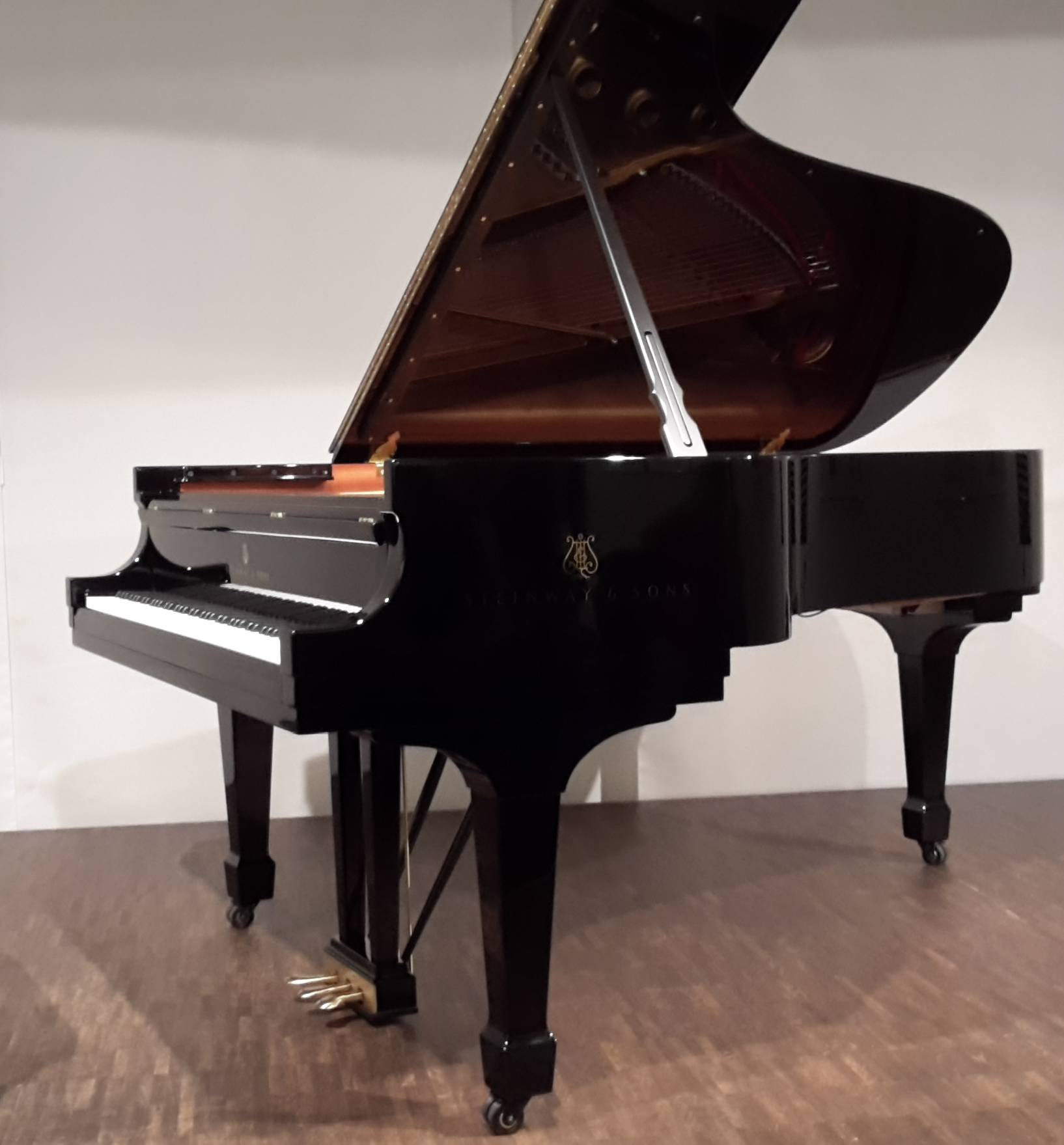
Steinway B amerikanischer Bauart
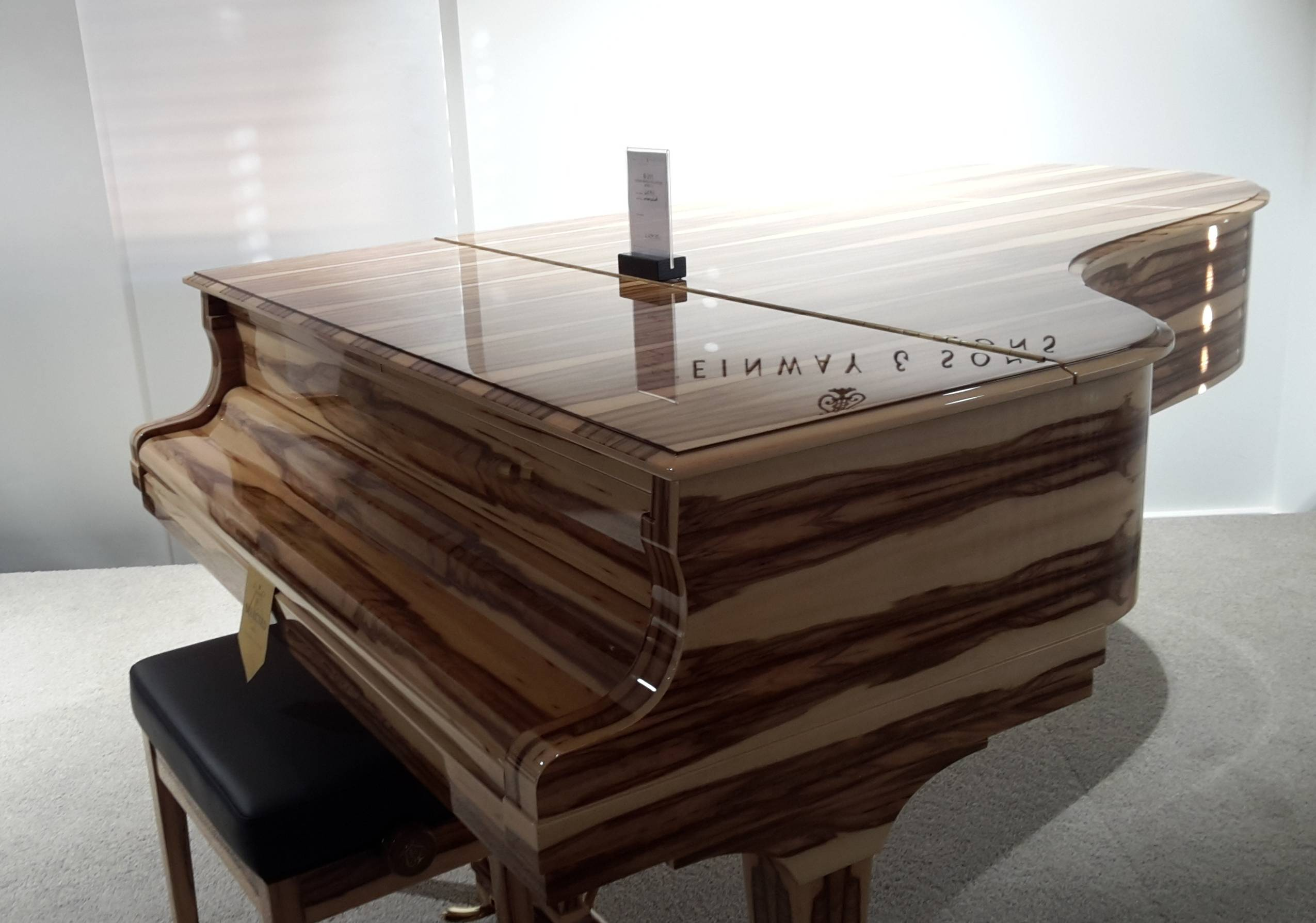
Steinway B „Amber poliert“